# 1591
1591 је била проста година.

## Догађаји

### Октобар
- 29. октобар — Папа Иноћентије IX наслеђује папу Гргура XIV као 228. папа.

### Непознати датуми
- Патријарх српски Филип је изабран за архиепископа пећког и патријарха српског (1591.— 1592.).

## Рођења

### Јануар
- 12. јануар — Хосе де Рибера, шпански сликар († 1652)

### Фебруар
- 8. фебруар — Гверчино, италијански сликар († 1666)
- 21. фебруар — Жирар Дезарг, француски математичар († 1661)

### Март
- 19. март — Дирк Халс, холандски сликар († 1656)

### Август
- 24. август — Роберт Херик, енглески песник († 1674)

## Смрти

### Мај
- 15. мај — Царевић Димитрије, руски царевић и хришћански светитељ.